# 新城六站
新城六站是天津地铁Z4线的一个在建车站，位于天津市滨海新区津晋高速公路与规划南中环快速路路口西南侧地块内。

## 车站结构
车站为高架二层岛式车站，设有2个岛式站台。
| 地上二层 | 岛式站台，右側開门 | 岛式站台，右側開门           |
| 地上二层 | 轨道（北）         | █ Z4线终点站                 |
| 地上二层 | 轨道（南）         | █ Z4线往营城街（新城五）     |
| 地上二层 | 岛式站台，右側開門 |                              |
| 地上一层 | 站厅               | 客服中心、自动售票机、验票机 |
| 地面     | 出入口             | A、B、C、D出入口             |